# Reykjanes
Reykjanes o Reykjanesskagi es una península y un sistema volcánico situado en el sudoeste de Islandia, en la región que hoy se llama Suðurnes, cerca de la capital Reikiavik. Antes le daba su nombre a esta región.

## Geografía
Bajo su superficie hay actividad volcánica y grandes campos de lava que solo permiten una escasa vegetación, Hay muchas fuentes de aguas termales y de azufre cerca del Kleifarvatn y de la zona geotérmica de Krýsuvík.
En Reykjanes se encuentra a su vez la planta geotérmica de Svartsengi y la Bláa lónið, una laguna artificial que se usa como spa. También está en su territorio el volcán Trölladyngja.
El puente Miðlína, construido el 2002, cerca de Grindavik marca el límite entre les placas tectónicas eurasiática y la norteamericana. Se construyó en honor al explorador Leif Eriksson.

## Localidades
Algunas poblaciones de pescadores como Grindavík y Njarðvík se encuentran en Reykjanes, lo mismo que la localidad Keflavík, que alberga el Aeropuerto Internacional de Keflavík, el más importante del país. A 18 kilómetros de sus costas se encuentra el islote deshabitado de Eldey.

## Galería

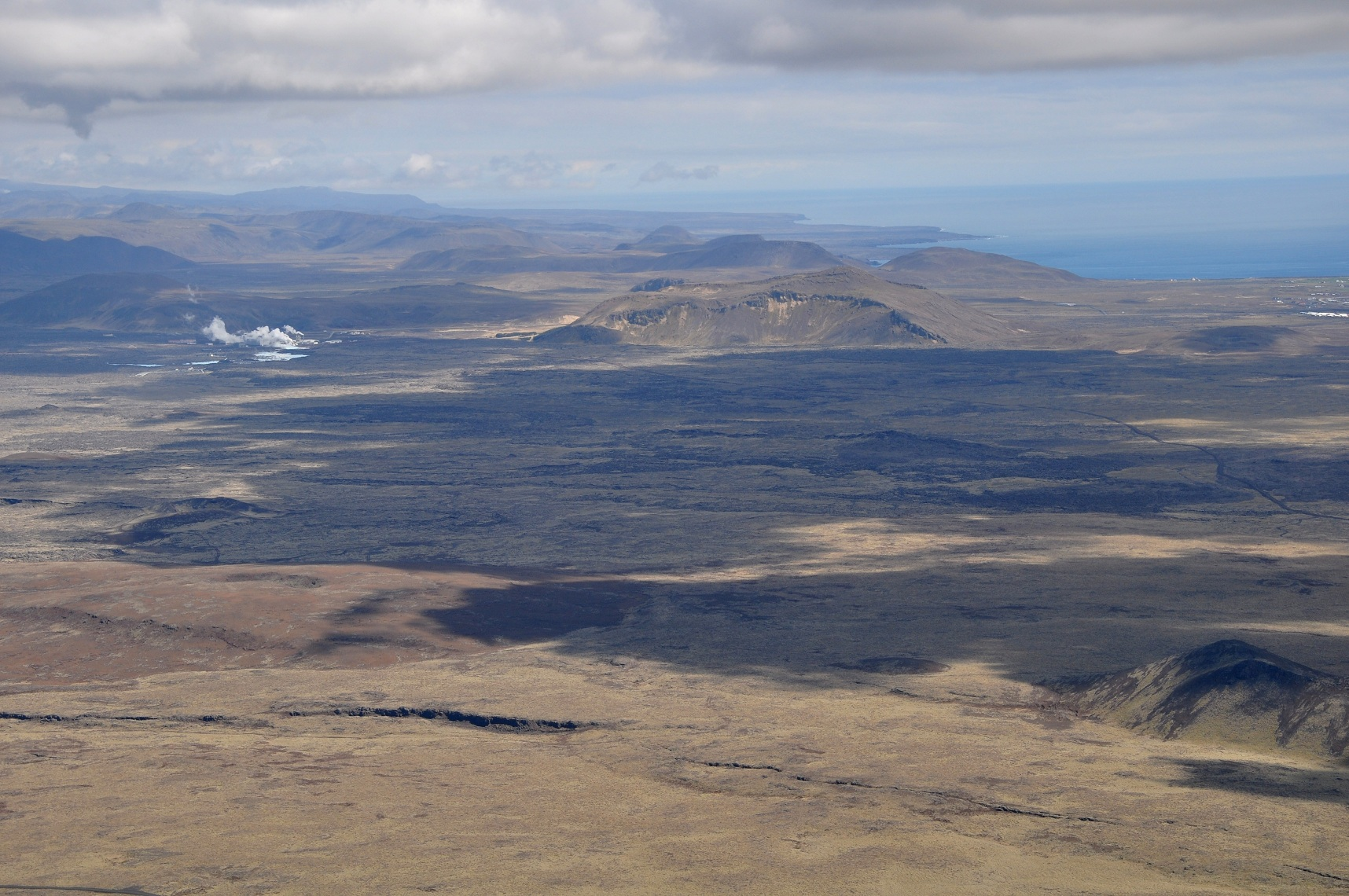
Reykjanes
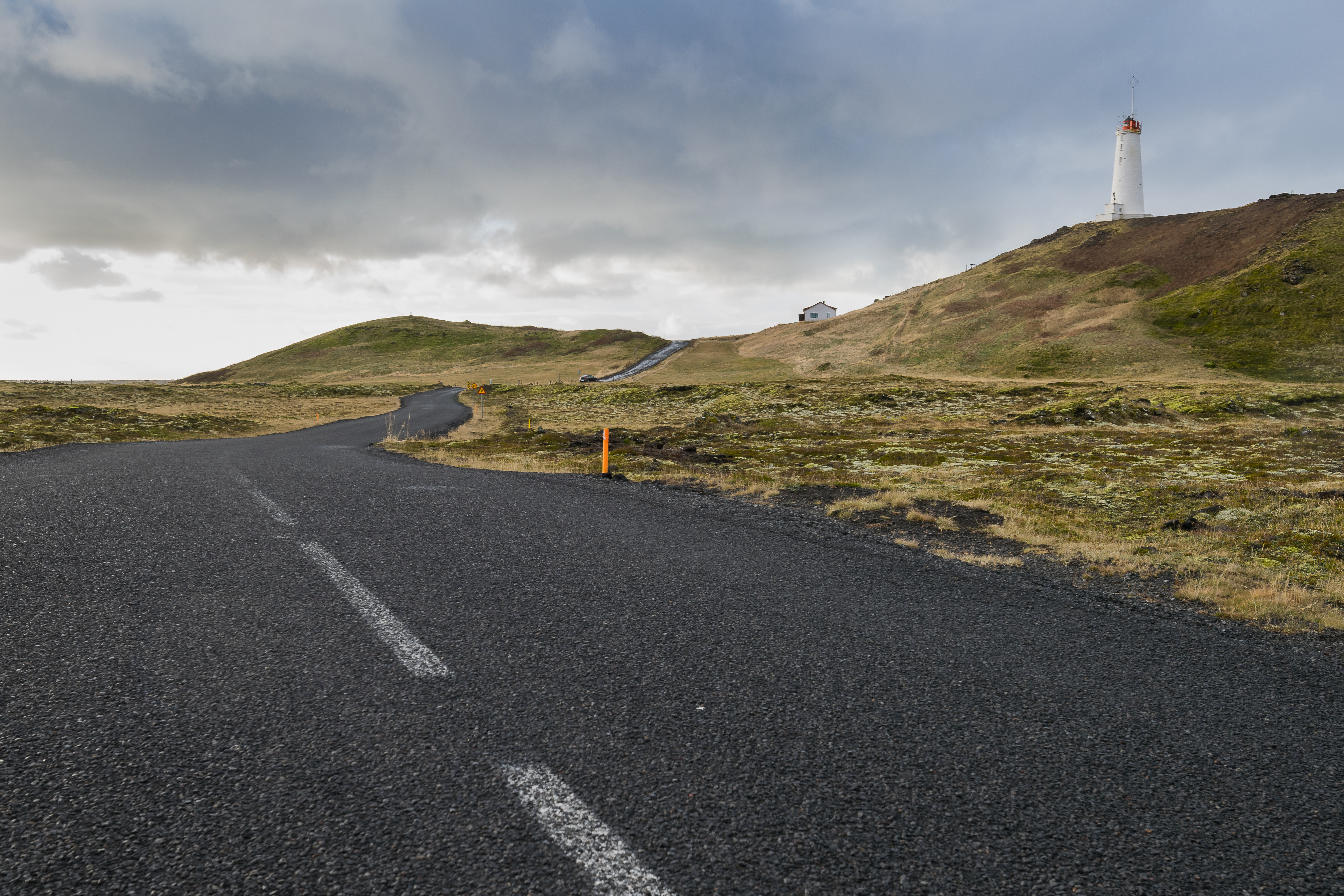
Faro Reykjanes
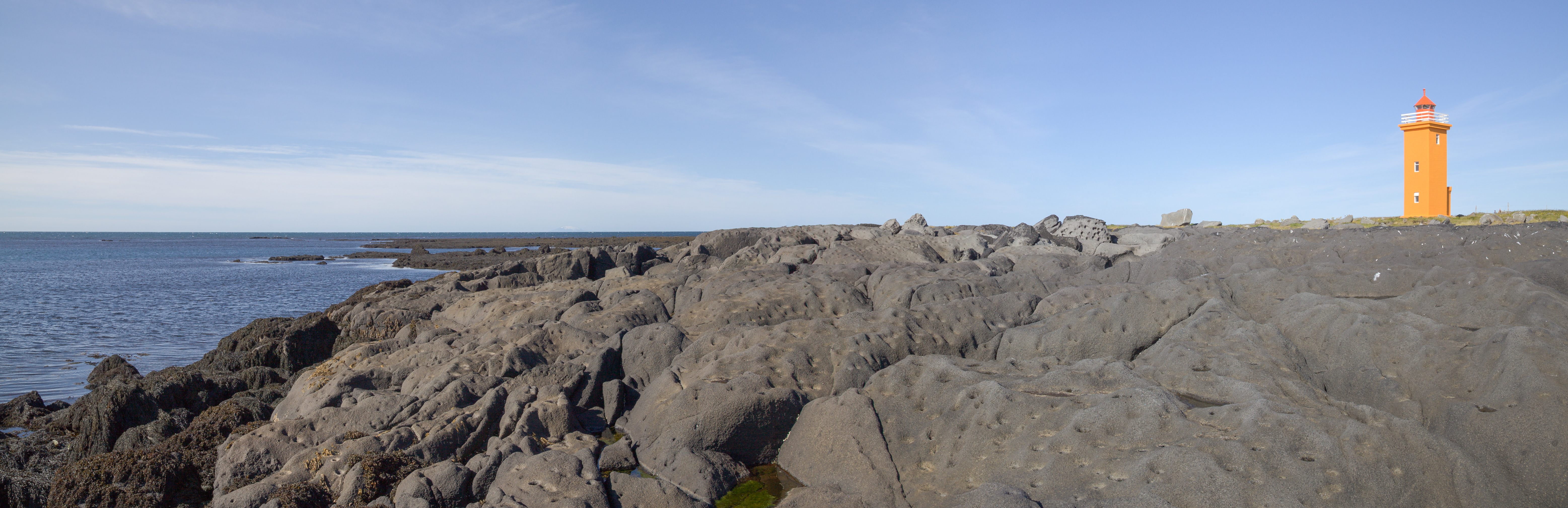
Faro Stafnes
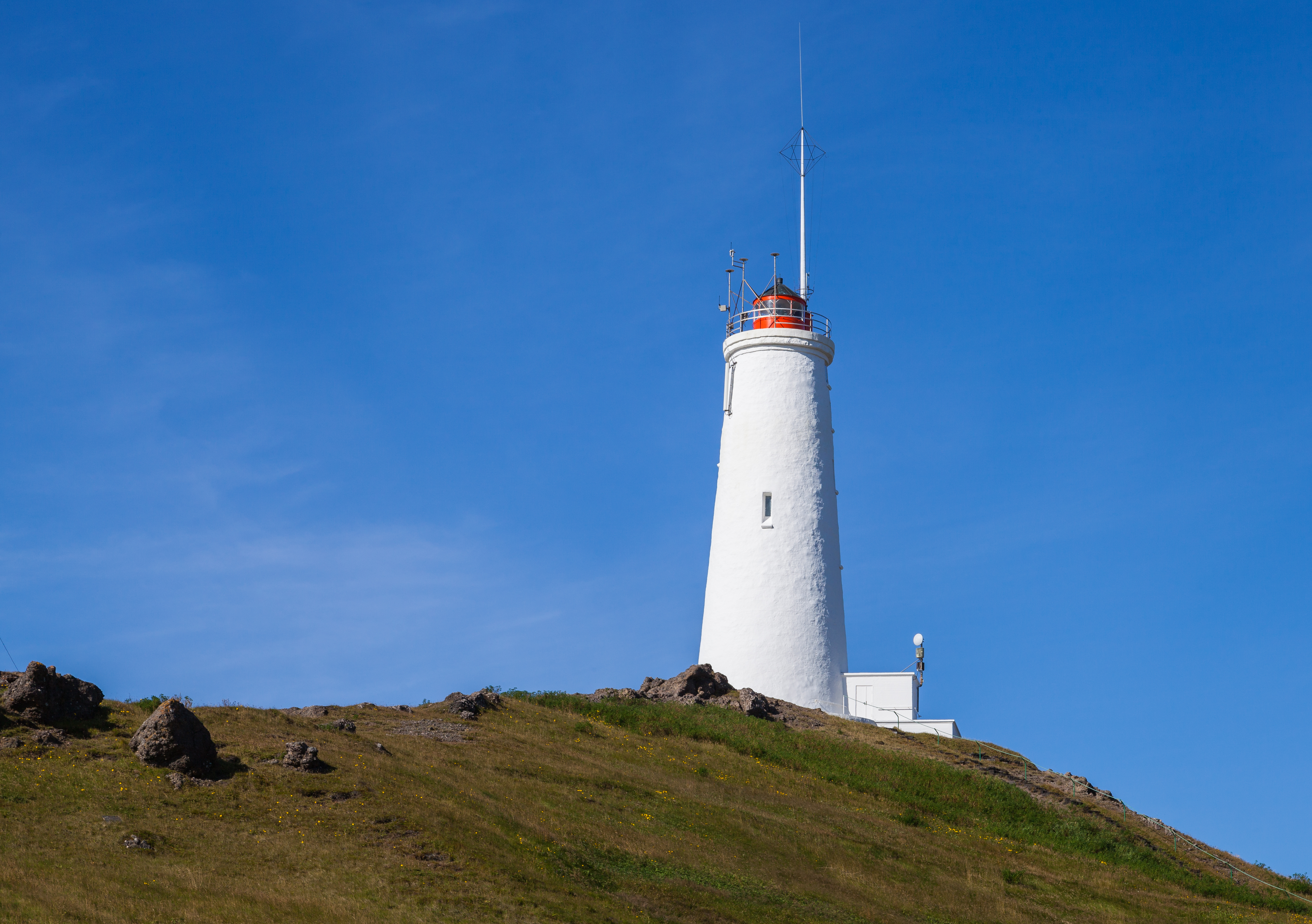
Faro Valahnúkur
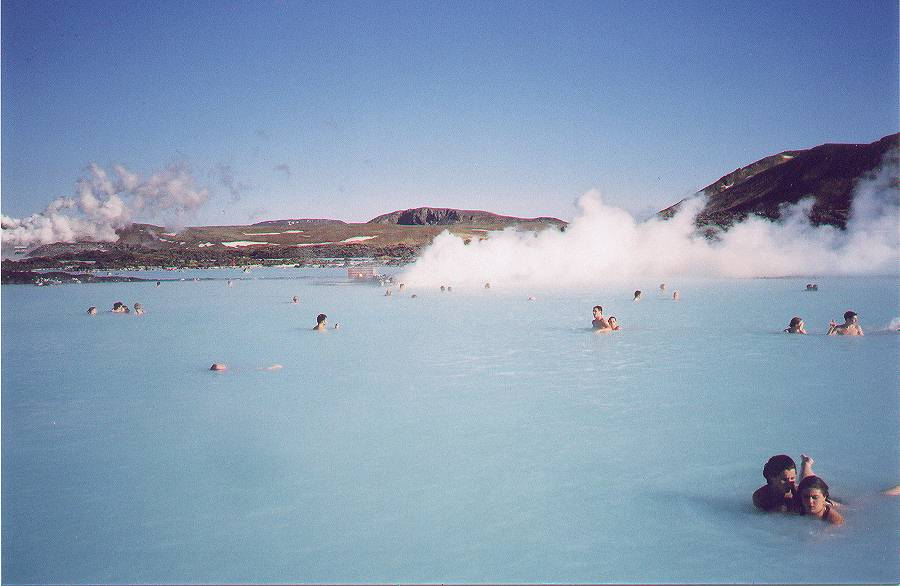
Laguna Azul
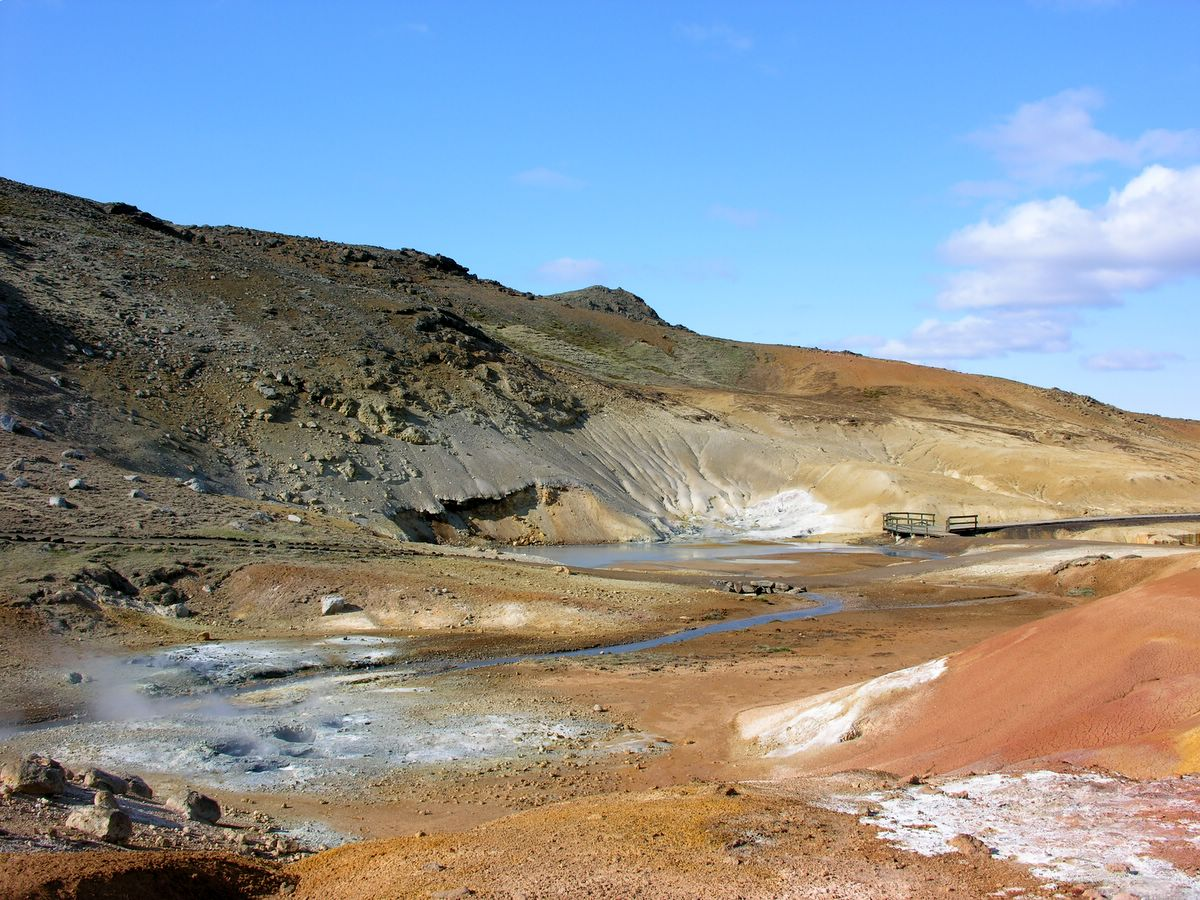
Termal de Krysuvik
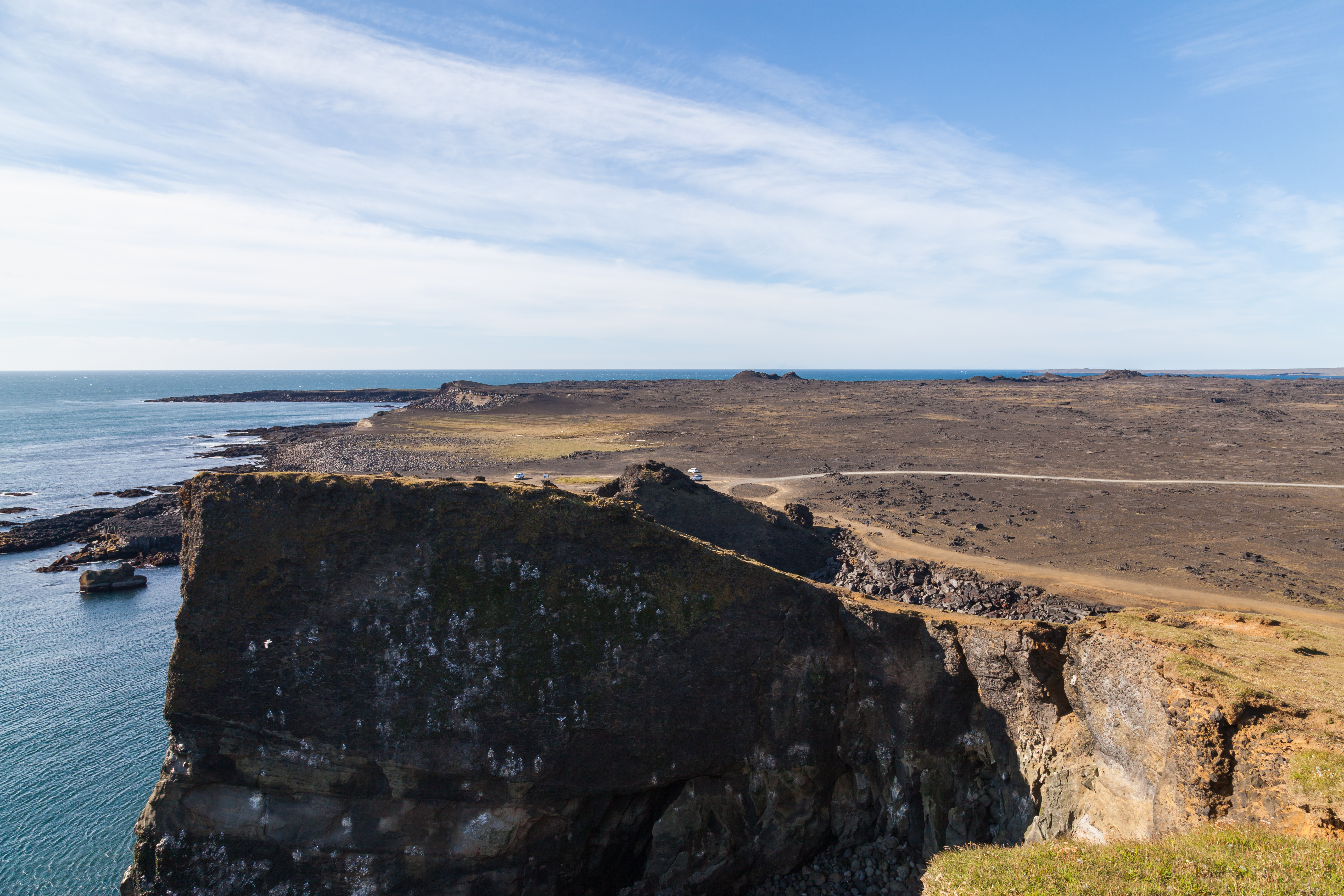
Valahnúkur